# Jan Hirt
Jan Hirt   (Třebíč, 21 de gener de 1991) és un ciclista txec, professional des del 2014, actualment a l'equip Soudal Quick-Step. En el seu palmarès destaca la Volta a Àustria del 2016, el Tour d'Oman de 2022 i, sobretot, una etapa al Giro d'Itàlia del 2022.

## Palmarès
- 2008
  - Vencedor d'una etapa al Tour del Pays de Vaud
- 2009
  -  Campió de Txèquia júnior en ruta
  - 1r al Gran Premi General Patton i vencedor d'una etapa
- 2013
  - Vencedor d'una etapa al Tour de l'Azerbaidjan
- 2014
  - Vencedor d'una etapa al Czech Cycling Tour
- 2016
  - 1r a la Volta a Àustria i vencedor d'una etapa
- 2022
  - 1r al Tour d'Oman i vencedor d'una etapa
  - Vencedor d'una etapa al Giro d'Itàlia

### Resultats al Giro d'Itàlia
- 2017. 12è de la classificació general
- 2018. 46è de la classificació general
- 2019. 27è de la classificació general
- 2021. 26è de la classificació general
- 2022. 6è de la classificació general. Vencedor d'una etapa
- 2023. No surt (11a etapa)
- 2024: 8è de la classificació general

### Resultats a la Volta a Espanya
- 2018. 74è de la classificació general
- 2020. 56è de la classificació general
- 2021. 28è de la classificació general
- 2022. No surt (6a etapa)
- 2023. 59è de la classificació general

### Resultats al Tour de França
- 2020. 67è de la classificació general